# Дюна: Битва за Коррин
«Дюна: Битва за Коррин» — третий роман трилогии «Легенды Дюны» Брайана Герберта и Кевина Андерсона.
Действие происходит за 10 000 лет до событий романа «Дюна» Фрэнка Герберта и через столетие после начала Батлерианского Джихада.
Роман разделён на две части, первая начинается в 108 ДГ (до Гильдии) и описывает биологическую войну, которую ведут мыслящие машины против людей. Вторая часть романа начинается в 88 ДГ и охватывает события после Большой Чистки, постепенно подготавливая к финальному событию, сражению — Битве за Коррин.
В заключительной книге «Легенд Дюны» раскрывается происхождение вражды между Атрейдесами и Харконненами, показаны истоки возникновения ордена Бене Гесерит, Космической гильдии, школы докторов Сук, происхождение ментатов и народа фременов Арракиса.